# Крит і Киренаїка

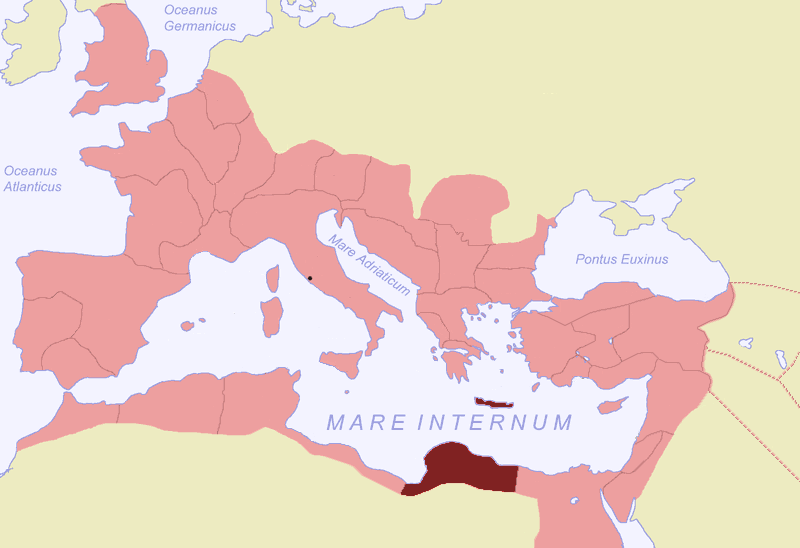
Римська провінція Крит і Киренаїка у складі Римської імперії.

35°03′44″ пн. ш. 24°56′49″ сх. д. / 35.062141° пн. ш. 24.946957° сх. д.
Крит і Киренаїка (лат. Creta et Cyrene; дав.-гр. Κρήτη καὶ Κυρηναϊκή, латиніз. Krḗtē kaì Kyrēnaïkḗ) — провінція Римської імперії, заснована після адміністративної реформи Октавіана Августа та включала у себе острів Крит і регіон грецької колонізації Киренаїка, також відомий як Пентаполіс (дав.-гр. Πενντάπολις, на честь 5 міст — Кирени, Аполлонії, Птолемаїди, Береніки та Барки).

## Управління
Провінція управлялася проконсулом, призначеним сенатом із відставних преторів. Центром провініції було місто на півдні Криту — Гортина (грец. Γόρτυν).
На початку правління Септимія Севера Киренаїку було виділено в окрему провінцію із центром у Кирені. Після того, як це місто було знищене землетрусом у 262 році, столицею було призначено інше значне поселення - Птолемаїду. Під час адміністративної реформи Діоклетіана (293 рік) Киренаїку було поділено на Верхню та Нижню Лівію. Остання, зі столицею у містечку Паріалос, охоплювала Мармарику - пустельний регіон між Киренаїкою та Єгиптом.
Окрім прибережних територій у склад провінції входили внутрішні території - область племені насамонів) та оаза Авгіла, сучасна Джалу). Також включала частину Мармарики і Сиртику. 
Всі разом ці області були частиною ширшого історичного регіону — Лівія, тому у багатьох античних авторів назви «Лівія», «Лівійський» додавалися до топонімів цієї місцевості (наприклад Лівійський Пентаполь).
Площа провінції — близько 250 тис. км², з яких 8,3 тис. км² припадало на Крит і ще близько 9 тис. км² на степові території Киренаїки, де кількість опадів дозволяла культивацію основних сільськогосподарських культур.

## Історія
Киренаїка відокремилася від Царства Птолемеїв у 163 р. до н. е. Країною управляли царі. Останній з яких, Птолемей Апіон, помер у 96 р. до н. е. Не маючи нащадків і шукаючи способів гарантувати стабільність, він заповідав царство Римській республіці. Сенат вирішив за доцільне зберегти формальну незалежність Киренаїки, контролюючи місцеві еліти. Провінцію було створено лише 74 р. до н. е. через загрозу юдейського повстання. Першим намісником став Корнелій Лентул Марцеллін.
Крит долучився до провінції у 67 р. до н. е., коли Квінт Цецилій Метелл після трьох років війни витіснив з острова кілікійських піратів. Центром об'єднаної провінції стало критське місто Гортина.
У 36 р. до н. е. з ініціативи Марка Антонія Киренаїка була перетворена на царство і  передана під управління доньці Клеопатри - Клеопатрі II Селені. Після перемоги над Антонієм Октавіан Август остаточно підпорядкував цю територію Риму. Разом з Критом вона склала сенатську провінцію, управитель якої носив титул проконсула.
У 46 р. Крит зазнав руйнівного землетрусу, після чого імператор Клавдій організовувало значні відновлювальні роботи. Аналогічно Адріан вжив заходів для відновлення і заселення міст Киренаїки після придушення юдейського повстання 115-116 років.
Тацит повідомляє про три випадки залучення управителя провінції до відповіді за здирство — при Тиберії, Нероні і Веспасіані.

## Географія та економіка
Крит. Страбон (Географія, Х:6) описує Крит як гористий та лісистий острів із плодючими долинами. Острів вирізнявся розвиненим виноробством. Ці переваги, а також вигідне розташування вабили на Крит римських вершників, які охоче купували земельні ділянки. Із надписів та інших джерел відомо про римські поселення принаймні у Гортині та Кносса. Землі останнього були приписані до міста Капуя в Італії. 
Протягом I-IIІ ст. на Криті виникли численні імператорські  маєтки. Деякі міста (Гортина, Кносс) карбували свою монету (підтверджені знахідки — до сер. I ст.). 
Про розвиток острова свідчить будівельна активність. У Гортині в часи Августа були збудовані театри, одеон та палац проконсула. У 46 р. острів зазнав катастрофічного землетрусу, після чого багато споруд були перебудовані.
Киренаїка. Археологічні дані свідчать про більший, ніж на сьогодні, рівень опадів і, відповідно, продуктивності території. Один із афінських надпісів, який датується 331-326 рр. до н. е. вказує на те, що протягом року або двох Киренаїка експортувала 805 тис. медимнів зерна (тобто 44 тис. тонн). Такого обсягу виробництва регіон досяг лише у середині XX століття.
Окрім того, місцеве населення вирощувало виноград і оливки, займалося рибальством та розводило коней. Унікальним продуктом був сильфій - пустельна рослина, яка використовувалася для виготовлення приправ та ліків.
Між тим, у римську добу Киренаїка була одним із найменш розвинених регіонів Середземномор`я. Про це виразно свідчить мала чисельність як римських громадян, так і загалом людей зі статками.
Зокрема, в одному з едиктів Августа від 7/6 р. до н.е. повідомляється про 215 римлян будь-якого віку, що мали ценз більше 2500 денаріїв. Інший едикт Августа свідчить про "відсутність достатньої кількості людей із цензом у 7500 денаріїв, аби заповнити кількість суддів, що можуть бути призначені .
Киренаїка також мала власний монетний двір, при цьому на місцеві монети відрізнялися від критських за своєю символікою.

## Життя провінції

### Суспільство

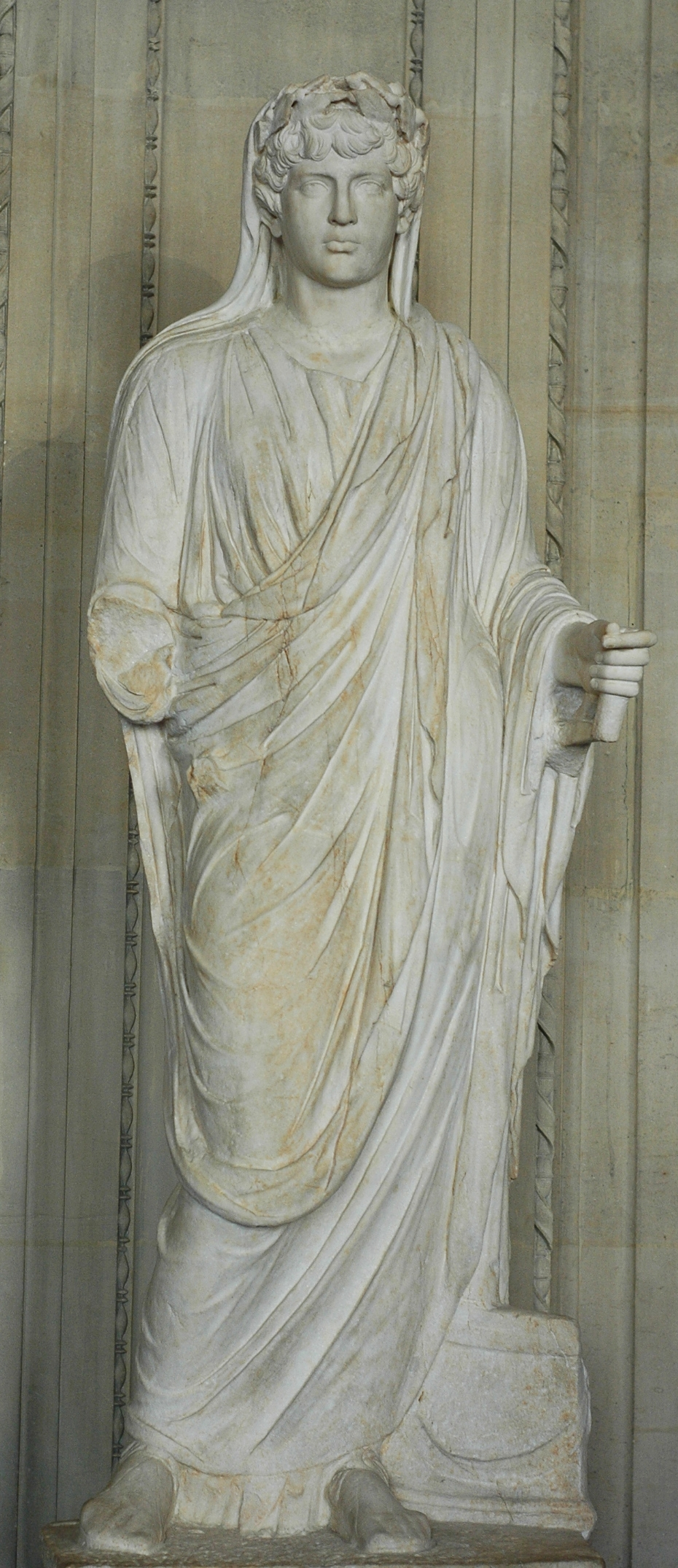
Мармурова статуя римської епохи (місто Кирена)

Дві частини провінції — Киренаїка і Крит, пов'язані були чисто формально, тому що історично й географічно ці області тяжіли до різних регіонів — Киренаїка відчувала сильний культурний вплив Єгипту та Сходу, а Крит підтримував стосунки з материковою Грецією і зберігав численні грецькі традиції.
Крит. Острів населяли переважно греки, що розмовляли на дорійському діалекті. У Гортині існувало святилище єгипетських богів, але загалом східні впливи були незначними.
Найгострішим соціальним питанням були земельні відносини. Дефіцит ділянок і водночас привабливість острова стали причиною частих судових суперечок міст між собою та з приватними власниками, зокрема - з римськими вершниками. Значні території перебували під імператорськими маєтками і у власності приватних римських землевласників.
На Криті було своє власне громадське об'єднання — xoivov. Зберігали обмежену владу старі (республіканські) магістратури, які займалися питаннями міського благоустрою, влаштуванням видовищ та ігор, організацією культу імператорів. У столиці провінції,  Гортині, існувало невелике об'єднання римських громадян — conventus. 
Киренаїка мала строкате населення. Найбільшою та привілейованою групою були елліни, найчисельніша і найпривілейованіша група (для них був відкритий доступ в гімнасії і ефеби). Також регіон мав численну юдейську спільноту, представлену як єврейською діаспорою, так і греками-прозелітами. Значно менші групи становили місцеве лівійське населення (землероби), а також єгиптяни та напівкочові племена пустелі.
Форми політичних об'єднань в Киренаїці були скоріше етнічними: у еллінів був — corpus (організація яка несла відповідальність за державні повинності своїх членів), у євреїв — менш політизовані земляцтва. Римляни не мали в Киренаїці свого conventus, але згадуються деякі «таємні спільноти» — συνωμο (η) σίας. Не збереглося згадки про місцеву організації, що представляє всю область — xoivov, хоча є відомості про послів від Киренаїки до Риму (в едиктах Августа з Кирени, у Тацита). Римське громадянство, що спочатку було привілеєм тільки римлян, поступово поширювалося серед усього населення, вже до едикту Каракалли у 212 р., значна частина міського населення Киренаїки користувалася його правами, але вже значно втратило своє значення.
Провінція не була цілком мирною. З одного боку, у містах стояли римські гарнізони для захисту від кочівників. З іншого - постійно існувала напруженість між привілейованими греками та дискримінованими юдеями. Останні реагували повстаннями, з яких найбільш масштабним була Друга Юдейська війна (115-116 р. н.е.). Внаслідок цього виступу та його придушення Киренаїка зазнала таких спустошень, що імператор Адріан вжив заходів для заселеня деяких територій колоністами. Зокрема, ним було засноване нове місто Адріанаполіс.

### Релігія
Крит. Здавна тут процвітали овіяні ореолом старовини культи Зевса, Гермеса, Діктінни. За повідомленням Філострата (V. Ар. IV 34), храм Асклепія в Лебені залучав до III ст. прочан не тільки з усього Криту, але і з Лівії. Існувала також посада верховного жерця — sacerdos provinciae, який був служителем імператорського культу.
Поширення християнства на острові почалося ще в середині I cт. Крит відвідав апостол Павло, а його учень Тит став першим єпископом.

## Чисельність населення
Крит класичного періоду, за оцінкою Карла Юліуса Белоха, налічував близько 200 тисяч мешканців. Для порівняння, перепис 1900 року зафіксував на острові 309 тис. мешканців .
Протягом III-II ст. до н. е. Крит не зазнав такої депопуляції як материкова Греція. Втім, війни 74-67 р. до н.е., що призвели до підпорядкування острова Риму, призвели до великих втрат. Такі міста, як Ліктус, Фаласарна та деякі інші були остаточно покинуті мешканцями. 
Втім, криза не була довгою і вже на початку ери критські міста Гортина, Ієрапітна та Кносс входили до числа найбільших міст Греції. Це є свідченням високого розвитку Криту у римський час.
Киренаїка. Основне населення проживало у вологому ареалі Пентаполіса, де знаходилися усі крупні міста. Пустельний регіон Мармарика був представлений 16 невеликими гаванями.
За оцінками британської дослідниці Муни Абдельхамед населення Киренаїки складало близько 250 тисяч осіб, з яких 80 тисяч проживали в містах. 
Ця величина перегукується із повідомленням римського історика Діона Кассія (Римська історія. LXVIII:32), згідно яким Друга юдейська війна забрала життя 220 тисяч мешканців Киренаїки - імовірно, що цю цифру історик взяв із податкового реєстру і вжив як кількість жертв.
На початку XX століття населення регіону складало лише 137 тисяч осіб.
Особливістю як Крита, так і Киренаїки, були великі розміри міст. За даними Д. Хенсона, площу більше 100 гектарів мали Кирена, Птолемаїда, Береніка, Гортина та Ієрапітна. Водночас, у цілій Італії у І cт. існувало 4 таких міста, а в Іспанії - жодного. Втім, це свідчить не про високий розвиток вказаних міст, а про незначну щільність забудови та великі ділянки будинків. Ймовірно, що справді значними містами були Гортина та Кирена - але вони не виділялися на фоні десятків аналогічних римських міст, що існували від Британії до Єгипту.

## Міста
Міста римської епохи і значні будівлі залишені римлянами: 
Крит:
- Гортина - головне місто острова і столиця провінції. Площа - 119 га.  Місто примітне тим, що окрім елліністичного театру, мало ще два театри та амфітеатр, збудовані за династії Антонінів, збудований за Августа одеон та великий (400 на 55 метрів) іпподром. Таким чином, за кількістю присутніх місць Гортина могла конкурувати з Александрією, Ефесом та Римом.
- Ієрапітна (Ієрапетра). Забудована площа - 111 га. Театр, численні храми.
- Кносс. У римський час забудована площа міста скоротилася удвічі і складала 54 гектари. Втім, Кносс лишався одним із провідних центрів острова. У 36 р. до н. е. тут з'явилася римська колонія. Серед пам'яток - амфітеатр, базиліка, акведук, терми.
- Кідонія (Ханья). Заснована 524 р. до н. е. Площа - 85 га. Місто мало театр та акведук;
- Цизам. Значне місто площею 71 га. У римський час були збудовані амфітеатр, акведук, терми, міст;
- Аптера (42 га) - храми Деметри та Діоніса, театр;
- Інші значні міста: Фест, Херсонес, Полірхеніум.

Киренаїка:
- Кирена (засн. 631 р. до н. е.). Головне місто Пентаполя за значенням, кількістю населення та чисельності пам'яток. Площа - 107 га. Основні пам'ятки римської доби: амфітеатр, одеон, терми часів Траяна, арка Марка Аврелія та Луція Вера, мацеллум епохи Северів. У місті існував театр, іпподром та численні храми, у т. ч. присвячені Цезарю та Августу. Адріан вивів сюди римських колоністів.  Місто зазнало значних руйнувань внаслідок повстання 116 р. та землетрусу 262 р. З III ст. перебувало у занепаді, хоча й продовжувало існування.
- Птолемаїда. Заснована 246 р. до н.е. Місто мало іпподром, театр та амфітеатр, збудований протягом II ст. н. е. Акведук датований правлінням Адріана. Після 262 року - столиця Киренаїки. За площею (209 гектарів) було одним із найбільших в Африці.
- Береніка (Бенгазі)— перейменоване місто Евхеспаріди (або Гесперид, засн. VI-V ст. до н. е.). Знайдено рештки агори та амфітеатру. Площа - 144 га.

- Арсіноя. Перейменоване місто Таухейра, засноване греками у VI-V ст. до н. е. Місто відоме численними храмами, що були присвячені, імовірно, Аммону, Аполлону, Деметрі, Діонісу та Кібелі. Площа - 41 га.
- Аполлонія Киренська (пізніше Фікунт, Сусуза, засн. VI-V ст. до н. е., сучас. Суса) спочатку порт Кирени. Площа - 13 га.
- Адріанаполіс - незначна римська колонія, заснована Адріаном.
- Паліурус - головне місто Мармарики, а з часів Діоклетіана - столиця відповідної провінції. Археологічні параметри невідомі. Незначне портове поселення з римським гарнізоном.
- Барка - найменш значне місто Пентаполя. Існування у римський період не доведене.

## Римське керівництво
- Гай Юлій Квадрат Басс (77-78)
- Фортутаній Сервілій (364—370)